# Callander Bay
Callander Bay är en vik i Kanada.   Den ligger i provinsen Ontario, i den sydöstra delen av landet, 300 km väster om huvudstaden Ottawa.
I omgivningarna runt Callander Bay växer i huvudsak blandskog. Runt Callander Bay är det ganska glesbefolkat, med 24 invånare per kvadratkilometer.